# Aimone av Savojen-Aosta (född 1967)
Aimone av Savojen-Aosta, hertig av Apulia, född den 13 oktober 1967 i Florens, är arvtagare till det omstridda ledarskapet för huset Savojen. Han har titulerat sig hertig av Aosta sedan juli 2006 då hans far antog titeln hertig av Savojen och överhuvud för det kungliga huset. Tidigare kallades Aimone hertig av Apulia, den traditionella titeln för äldste sonen till hertigen av Aosta.

## Utbildning och karriär
Hertig Aimone föddes i Florens som andra barn, men enda son, till prins Amadeus av Savojen, hertig av Aosta och dennes dåvarande hustru, prinsessan Claude av Orléans. Aimone utbildades på Francesco Morosini Naval College och Bocconiuniversitetet. Efter avslutad utbildning fick Aimone anställning hos JPMorgan Chase i Storbritannien. En kortare tid tjänstgjorde han även i den italienska flottan. Sedan år 2000 har Aimone bland annat bott och arbetat i Ryssland för det italienska bolaget Pirelli.

## Äktenskap och barn
Aimone är gift med prinsessan Olga av Grekland. Paret vigdes, efter att ha varit förlovade i tre år, den 16 september 2008 på den Italienska ambassaden i Moskva. Parets kyrkvigsel ägde rum den 27 september 2008 på ön Patmos. 7 mars 2009 föddes parets son Umberto.

## Hertig av Aosta
Den 7 juli 2006 antog Aimones far prins Amadeus ledarskapet för huset Savojen och titeln hertig av Savojen genom att hävda att hans kusin Viktor Emanuel, prins av Neapel förlorade sina dynastirättigheter då han 1971 gifte sig utan medgivande från kung Umberto II, ett medgivande som lagen krävde. Sedan dess har Aimone nyttjat titeln hertig av Aosta.